# Макомб (Нью-Йорк)
Макомб (англ. Macomb) — місто (англ. town) в США, в окрузі Сент-Лоуренс штату Нью-Йорк. Населення — 912 особи (2020).

## Демографія
Згідно з переписом 2010 року, у місті мешкало 906 осіб у 333 домогосподарствах у складі 231 родини. Було 904 помешкання
Расовий склад населення:
| - 98,6 % — білих - 0,3 % — корінних американців |

До двох чи більше рас належало 0,9 %. Частка іспаномовних становила 0,8 % від усіх жителів.
За віковим діапазоном населення розподілялося таким чином: 25,8 % — особи молодші 18 років, 62,5 % — особи у віці 18—64 років, 11,7 % — особи у віці 65 років та старші. Медіана віку мешканця становила 40,9 року. На 100 осіб жіночої статі у місті припадало 116,7 чоловіків;  на 100 жінок у віці від 18 років та старших — 106,8 чоловіків також старших 18 років.
Середній дохід на одне домашнє господарство  становив 66 747 доларів США (медіана — 51 705), а середній дохід на одну сім'ю — 72 880 доларів (медіана — 53 906). Медіана доходів становила 31 641 долар для чоловіків та 42 045 доларів для жінок. За межею бідності перебувало 26,5 % осіб, у тому числі 33,9 % дітей у віці до 18 років та 9,4 % осіб у віці 65 років та старших.
Цивільне працевлаштоване населення становило 394 особи. Основні галузі зайнятості: освіта, охорона здоров'я та соціальна допомога — 27,4 %, виробництво — 13,5 %, роздрібна торгівля — 10,4 %, сільське господарство, лісництво, риболовля — 10,2 %.